# Podagrion pavo
Podagrion pavo är en stekelart som beskrevs av Girault 1915. Podagrion pavo ingår i släktet Podagrion och familjen gallglanssteklar. Inga underarter finns listade i Catalogue of Life.